# أبياتغراسو
بياتيغراسو (Abbiategrasso)، مدينة إيطالية في مقاطعة ميلانو بإقليم لومبارديا. تقع في وادي بو على بعد حوالي 22 كم من مدينة ميلانو و38 كم من مدينة بافيا، عدد قاطنيها يصل إلى 30120 نسمة ومساحتها إلى 47.05 كيلومتر مربع وبذلك هي ثاني أكبر بلديات مقاطعة ميلانو مساحة بعد ميلانو. تشكل حديقة تيتشينو جزءا كبيرا من أراضيها.

## السكان
في سنة 1861 بلغ عدد السكان 10٬073 نسمة، وتطور العدد ليصل في سنة 2011 لـ 30٬994 نسمة.
يظهر هذا المخطط البياني تطور النمو السكاني لـ أبياتغراسو

## توأمة
لأبياتغراسو اتفاقيات توأمة مع كل من:
- لانجر
- إلفانغن

## أعلام
- جان غالياتسو سفورزا
- جيانكارلو فيراري
- فرانكو موسكينو
- ماركو فيلا
- كريستيان أبياتي